# Lucrezia Borgia (Bellonci)
Lucrezia Borgia. La sua vita e i suoi tempi è una biografia narrativa di Maria Bellonci. Libro d'esordio dell'autrice, concluso nel 1937, fu pubblicato nel 1939, vincendo il Premio Viareggio nello stesso anno. La vita di Lucrezia Borgia è raccontata dall'epoca dell'elezione di Papa Borgia nel 1492, fino alla morte della donna, avvenuta nel 1519. 
Il romanzo è stato tradotto in molte lingue.

## Edizioni
- Lucrezia Borgia. La sua vita e i suoi tempi, con 17 illustrazioni in bianco e nero, Collezione Le Scie, Milano, Arnoldo Mondadori Editore, marzo 1939 - V ed., 1941; IV ed. riveduta e aumentata, Mondadori, 1942 - IX ed., 1952; Collezione I diamanti, Mondadori, 1960; Collezione Varia, Mondadori, 1967; Collezione Quality paperbacks, Mondadori, 1969; III ed. (definitiva), Collana Scrittori italiani e stranieri, Mondadori, 1973, 1982.
- Lucrezia Borgia, Introduzione di Alcide Paolini, Collana Oscar, Milano, Mondadori, 1969-2019.
- Lucrezia Borgia, Prefazione di Giulia Caminito, Collana Oscar moderni. Cult, Milano, Mondadori, 2022, ISBN 978-88-047-5411-4.

### Principali edizioni in lingua straniera
- (DE)  Lucrezia Borgia: nicht Teufel, nicht Engel, nur Weib, Übersetzg aus d. Ital. v. Richard Hoffmann, Zsolnay, Berlin-Wien-Leipzig, 1941.
- (SV)  'Lucrezia Borgia, oversattning av Ulla Ekerot Landgren, Alb. Bonniers Boktryckeri, Stockholm, 1944.
- (EN)  The life and times of Lucrezia Borgia, translated by Bernard and Barbara Wall, Grosset & Dunlap, New York, 1953.
- (HU)  Lucrezia Borgia: elete es kora, Europa Könyvkiadò, Budapest 1971.
- (DE)  Lucrezia Borgia: Schwermut und Leidenschaft, Heyne, München 1979.
- (FR)  Lucrece Borgia, Complexe, Bruxelles, 1983.
- (RU)  Lucrecija Bordzia: epoha i zizn' blestjascej obol'stitelnicy, Centrpoligraf, Moskva, 2003.

## Adattamenti
- Nel 1974 Maria Bellonci scrisse, per la trasmissione radiofonica Le interviste impossibili, Intervista impossibile a Lucrezia Borgia. La trasmissione andò in onda il 22 aprile 1975, con Anna Maria Guarnieri nel ruolo di Lucrezia e regia di Vittorio Sermonti.[3]
- Nel 2002, sulla base della precedente versione radiofonica, è stato realizzato il cortometraggio di Florestano Vancini Lucrezia Borgia. Un'intervista impossibile di Maria Bellonci, interpretato da Caterina Vertova, musiche a cura di Benedetto Ghiglia.[4][5]